# Jean-Guy Hamelin
Jean-Guy Hamelin (* 8. Oktober 1925 in Saint-Sévérin-de-Proulxville; † 1. März 2018) war ein kanadischer Geistlicher und römisch-katholischer Bischof von Rouyn-Noranda.

## Leben
Jean-Guy Hamelin empfing am 11. Juni 1949 die Priesterweihe für das Bistum Trois-Rivières.
Papst Paul VI. ernannte ihn am 29. November 1973 zum ersten Bischof des neuerrichteten Bistums Rouyn-Noranda. Der Erzbischof von Québec, Maurice Kardinal Roy, spendete ihn am 9. Februar des nächsten Jahres die Bischofsweihe; Mitkonsekratoren waren Gaston Hains, Bischof von Amos, und Jacques Landriault, Bischof von Timmins.
Von 1993 bis 1995 war er Vorsitzender der kanadischen Bischofskonferenz.
Am 30. November 2001 nahm  Papst Johannes Paul II. sein altersbedingtes Rücktrittsgesuch an.